# 共栄商事 (岡山県)
株式会社共栄商事（きょうえいしょうじ、英文社名：Kyoei Co.,Ltd.）は、岡山県高梁市に本社を置くスーパーマーケットチェーンである。シーエムシー加盟企業。

## 沿革
- 1957年6月 - 創業。
- 1980年9月 - 株式会社化。
- 1990年11月 - 「天満屋ハピータウン高梁店（ポルカ）」に食品スーパー部門として「ポルカ食品館」を出店。

## 店舗
- 本店 - 岡山県高梁市栄町1943-1（2020年2月25日閉店）
- ポルカ食品館 - 岡山県高梁市中原町1084-1
- 美袋店 - 岡山県総社市美袋1256-1（2022年1月28日閉店）
- 賀陽店 - 岡山県加賀郡吉備中央町上竹711
- 加茂川店 - 岡山県加賀郡吉備中央町下加茂19-1
- サンプラザ食品館 - 岡山県真庭市落合垂水628（有限会社エム・ワイ商事）